# Mózar
Mózar es una localidad española del municipio de Villanázar, en la provincia de Zamora, y en la comunidad autónoma de Castilla y León.

## Patrones
San Julián de Cuenca
María Magdalena

## Topónimo
Raíz de la palabra Mozárabe, puesto que se cree que puede fundada en la Reconquista por un grupo de cristianos que huian del sur.

## Bandera oficiosa y heráldica
No existe una bandera y escudos oficiales, pero se adoptó como oficiosa la siguiente:
Bandera : bandera rectangular de proporciones 2:3, formada por siete franjas horizontales en proporciones 1/5, 1/10, 1/10, 1/5, 1 / 10, 1/10 y 1/5, siendo la superior a la inferior naranja rojizo, blanca, amarilla, blanca, amarilla, blanca y naranja rojizo, por la característica tierra de los bosques arenosos de la zona. Y cuatro cruces negras en representación de las tres parroquias y ermita de Villanázar y pedanías.
Escudo : escudo partido por la mitad con tres sinoples en su parte superior.
1° sinople; Virgen de la Vega en honor a Vecilla sobre fondo azul, 2° sinople; arcos mozárabes en honor a villanazar y 3° sinople; castillo en honor a la antigua construcción en la calle homónima.
Una cuarta sinople; Río de ondas plata y azul con los antiguos oficios que se obtenían de este: pesca de trucha (trucha), molinero (piedra de molino) y barquero (barca).

## Ubicación
Mózar se encuentra situada en la comarca de Benavente y Los Valles, al norte de la provincia de Zamora, e integrada en el municipio de Villanázar, sobre una terraza elevada compartida por los términos de Milles de la Polvorosa cuyas prospecciones confirmaron su ocupación desde la época celtibérica hasta el siglo XVI, en que quedó despoblado respecto al río Tera y en las inmediaciones de la confluencia de los arroyos Castrón y Almucera con el río Tera, lo que la convierte junto con los pueblos una zona de fácil inundación o riadas.
Se encuentra situada junto a la ZA-100, carretera autonómica perteneciente a la Red Complementaria Preferente de carreteras de la Junta de Castilla y León.
Pueblo sobre vías romanas, bereberes, topónimos "mozárabes" y un extraño hidrónimo del nordeste zamorano. A muchos autores les ha llamado la atención la presencia de topónimos de clara raigambre árabe en un territorio tan prontamente incorporado a la España cristiana, como es el nordeste de la provincia de Zamora.
| Noroeste: Micereces de Tera  | Norte: Villanázar         | Noreste: Santa Cristina de la Polvorosa |
| Oeste: Navianos de Valverde  |                           | Este: Santa Colomba de las Monjas       |
| Suroeste: Friera de Valverde | Sur: Burganes de Valverde | Sureste: Arcos de la Polvorosa          |

## Referencia a en documentos
En 1044, doña Mayor y sus hijos Ero y Velasquita Bermudiz hacen donación al monasterio de San Pedro de Zamudia y a su abadesa Mansuara de toda su heredad existente en Villa de Nazar (Villanázar), junto al arroyo Almozara (Almucera), entre los términos de Villaofín y Mózar, con todas sus tierras, viñas, prados, montes, fuentes, pastos, molinos, pesqueras y más pertenencias. 
En 1077 tenemos noticias del Castro de Mózar que debe identificarse con el cerro de la Magdalena. Parece ser que este enclave fortificado, con antecedentes prehistóricos y romanos, jerarquizaba en los siglos XI y XII el curso final de la Riba de Tera, cerca ya de su desembocadura en el río Esla.
Con la creación del concejo de Benavente, a mediados del siglo XII, Mózar pasó a integrarse en el alfoz de la villa, dentro del conjunto de aldeas de la Merindad de Riba de Tera. Su posesión fue después objeto de disputas y negociaciones dentro de la familia Pimentel, titulares del condado desde 1398. 
En 1434 Socastro figura como uno de los despoblados del Condado de Benavente, según se consigna en el Libro Becerro de Rodrigo Alfonso Pimentel, II conde de Benavente (1420-1440).
En el Libro de Cuentas del Concejo de Benavente, correspondiente a 1461, se consignan "los mrs. que gastó el mayordomo de Socastro por mandado del Juez e regidores de çierto reparo que avía menester las puentes de Móçar e Santa Cristina". 
En 1504 se formalizaba una escritura de concierto entre Alonso Pimentel, V Conde de Benavente, y Juan Pimentel, I Señor de Allariz, su tío, por la que el conde cedía Puebla de Sanabria, Viana, Socastro, Milles y Mózar a Juan vitaliciamente, mientras que este nombraba a Alfonso su heredero en Allariz, Milmanda, El Bollo y Aguiar.

## Historia
Durante la Edad Media Mózar quedó integrado en el Reino de León, datando su primera mención documental del siglo XI. En 1044, doña Mayor y sus hijos Ero y Velasquita Bermudiz hacen donación al monasterio de San Pedro de Zamudia y a su abadesa Mansuara de toda su heredad existente en Villa de Nazar (Villanázar), junto al arroyo Almozara (Almucera), entre los términos de Villaofín y Mózar, con todas sus tierras, viñas, prados, montes, fuentes, pastos, molinos, pesqueras y más pertenencias. Villaofín era el nombre de un despoblado junto a Vecilla de Trasmonte y el monte de La Cervilla.
En la Edad Moderna Mózar fue una de las poblaciones que formó parte de la provincia de las Tierras del Conde de Benavente, encuadrándose dentro de esta en la Merindad de Valverde y la receptoría de Benavente.
En las cercanías del emplazamiento de su famoso puente hubo anteriormente una barca y seguramente un vado, paso natural desde el valle de Valverde hacia las fértiles vegas del Órbigo y Esla, así como el camino tradicional hacia Benavente y Sanabria. Del puente hay constancia al menos desde el siglo XV, pues en el Libro de Cuentas del Concejo de Benavente, correspondiente a 1461, se consignan "los mrs. que gastó el mayordomo de Socastro por mandado del Juez e regidores de cierto reparo que avía menester las puentes de Móçar e Santa Cristina". Dominando este punto estratégico se encontraba desde la prehistoria el cerro o castro de La Magdalena, máxima altura de toda la zona, con 773 metros, y con un amplio dominio visual sobre los Valles de Benavente.
Ya en el siglo XIX, al reestructurarse las provincias y crearse las actuales en 1833, Mózar pasó a formar parte de la provincia de Zamora, dentro de la Región Leonesa, quedando integrado en 1834 en el partido judicial de Benavente.
En torno a 1850, el antiguo municipio de Mózar se integró en el de Villanázar.

## Patrimonio

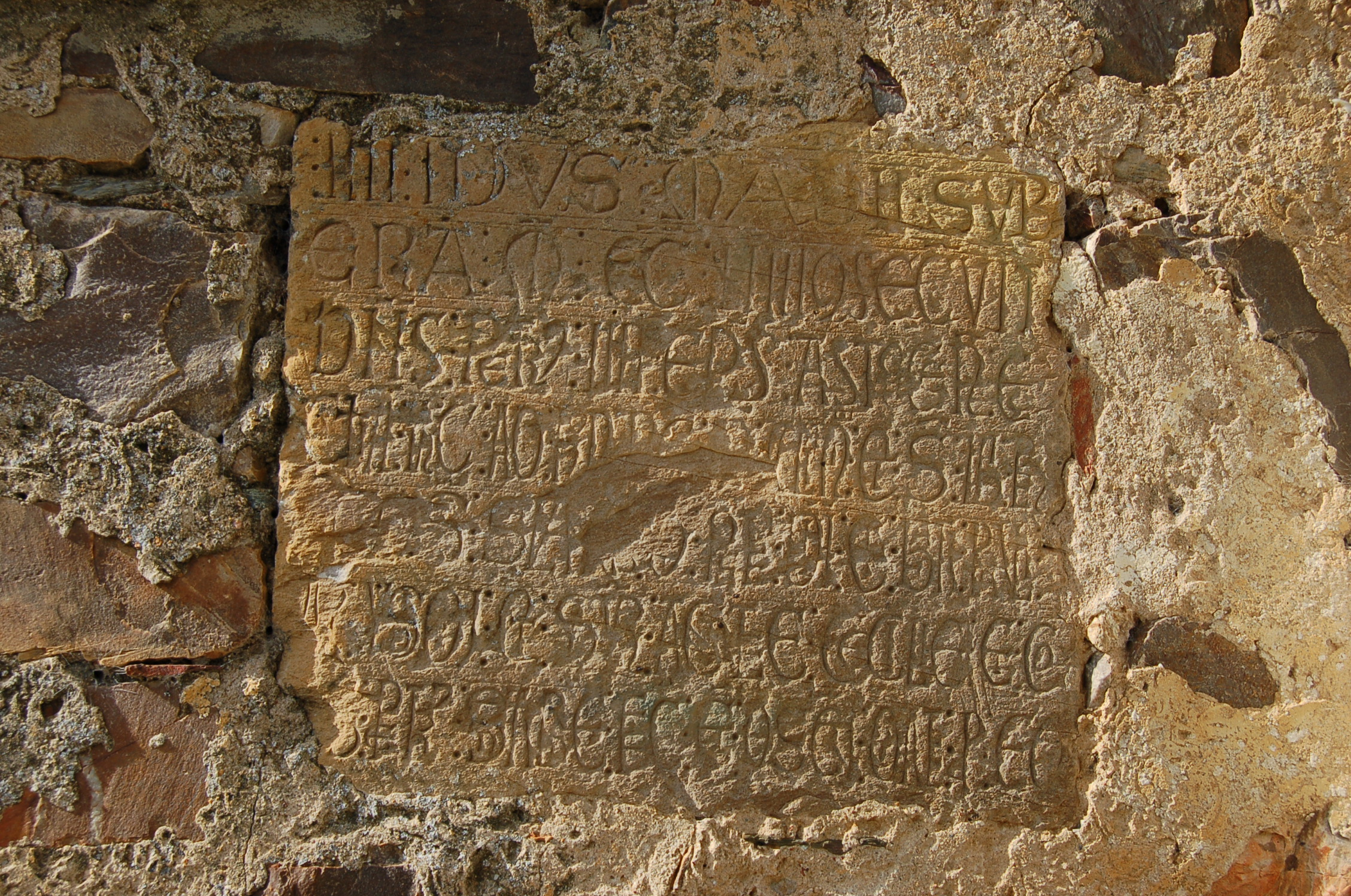
Inscripción en la iglesia de Mózar.

Su edificio más significativo es la iglesia parroquial de San Julián al que se tiene la teoría de que pasó por la localidad al ser el único pueblo de esta comarca de los Valles de Benavente, que lo tienen como tal puesto que fue una importante zona de paso en los pueblos de la zona los vecinos de Mozar desconozcan el origen y el motivo por el que San Julián es el patrón de su iglesia y pueblo. El inmueble es de una sola nave, en cuyo interior se encuentran varios retablos barrocos del siglo XVIII, con ménsulas de cabezas de ángelitos. 
En el retablo mayor, imágenes de San Julián que como obispo se le representa vestido con alba, casulla o capa, larga estola y con las insignias que le son propias: mitra y báculo o bastón pastoral, como vemos en su imagen. Sus atributos más comunes son un pan o una pequeña cestita con ellos, como en este caso, aludiendo a la caridad; o una lámpara encendida, símbolo de la vigilancia en la virtud de la castidad y en otros casos una palma, San Antonio con el Niño Jesús sobre sus brazos y San Andrés con la cruz en forma de aspa, símbolo de su muerte, con un sagrario del siglo XVI y crucifijo en el ático de gran belleza artística. En los laterales, esculturas de bulto de San Blas (Evangelio)  y destacan una rústica y primitiva de un santo abad (epístola) y otra de Cristo en la cruz, de un gótico tardío y estilizado. Por las inscripciones de la cúpula y los documentos del archivo parroquial se sabe que el edificio actual fue rehecho entre 1759 y 1773, en obras que fueron promovidas por don Juan Cantón cura párroco de aquel entonces.
Además de otras tallas de santos a lo largo de la pared de la nave principal:
- Santa Lucía, talla actual en sustitución a la antigua de Bronce.
- Virgen del Rosario.
- Virgen de Fátima.
- San Isidro.
- Sagrado corazón de Jesús.
- Santa María Magdalena.
- Inmaculada Concepción.

Y cuadros en la sacristia:
- San José.
- Sagrado corazón.
- Inmaculado corazón de María.
- La media naranja, pintada con motivos vegetales, copas y elementos vegetales lleva la siguiente leyenda: “REEDIFICATA FVI A FUNDAMENTIS ANNO DOMINI MDCCLXIII ET CONCLUSA IN NOMINE VIRGINIS Mª. RECTORE CANTON MAIO 30 DE 1770”.

El edificio actual, rehecho en su mayor parte en el siglo XVIII, es un templo de una sola nave, con espadaña a poniente, fabricado en mampuesto de cuarcita. La sacristía es una obrar anterior, probablemente del siglo XVI. En el exterior de la iglesia existe un interesante epígrafe del siglo XIII, vestigio de la consagración de un templo anterior de oscuros orígenes. Se trata de un sillar de arenisca empotrado en el muro sur del templo, en el acceso a su entrada principal. La pieza, de forma rectangular (490 x 540 mm.), presenta diversos desperfectos que dificultan notablemente su lectura. Está rota en el margen inferior izquierdo, y en su parte central se han desprendido algunas lascas de forma que varias letras se han perdido. Las pautas son de 50 mm., con 5 mm de separación entre la doble línea. La letra es una pregótica de 45 mm. Según Maximino Gutiérrez Álvarez su lectura incompleta, una vez resueltas las abreviaturas, sería la siguiente:
IIII IDUS MADII SUB
ERA M CC L IIII CONSECRAVIT
DOMINUS PETRUS, IIII EPISCOPUS ASTORICENSIS, EC
CLESIAE HIC AD HON[O]RE[M...] NI ET SUNT IBI RE
CONDITE SUNT (SIC) SUA[...] AS BEATI PAULI
[...] OI ET SANCTARUM AGATE, CECILIE ET CO
[...] SANCTUS PETRUS [...] SANCTI. ORATE PRO EO.
Una traducción del texto podría ser: el 12 de mayo de 1216, don Pedro IV, obispo de Astorga, consagró esta iglesia en honor de [...] y están aquí guardadas sus reliquias y las de San Pablo [...] y de las santas Ágata, Cecilia y Co[...] San Pedro [...] santos. Orad por él.
Las campanas, dañadas ligeramente por la contaminación, fueron realizadas en el pequeño municipio de Saldaña en Palencia, España, Por fundidores de campanas Quintana hoy en día en uso. Cabe destacar la famosa esquila que se empleó durante años en la localidad para ahuyentar las tormentas amenazantes y las granizadas que pudieran crear un importante mal en los cultivos.
Los espacios en torno al templo, antes baldíos, se hallan transformados en nuestros días en un grato jardín, sombreado por abetos y nogales.
Pero quizá el rasgo más peculiar es el acceso al campanario, que se resuelve con una escalera exterior de piedra, con balaustrada también de piedra. En, como en Mózar de Valverde, el arco bajo la escalera se ha reutilizado como puerta de acceso al atrio del templo, mientras que en Villanázar se ha cegado con piedra. 
Destacan también las "Cruces de Misiones", cuya finalidad principal es la de recordar las misiones, actividad religiosa que se celebraba antiguamente en pueblos y ciudades de España hasta las décadas de 1960 o 1970 (MISIÓN DE 1876)
El acceso a este templo es gratuito, pero no dispone de un horario de visitas, ni de servicio de visitas guiadas. El acceso se podrá realizar en horario de culto.

Posee un ayuntamiento usado frecuentemente para reuniones, y antiguamente como escuela rural así que también se la conoce por este nombre entre la gente del pueblo. A la entrada del inmueble hay una placa en la que se indica:
CASA CONSISTORIAL INAUGURADA 
SIENDO PRESIDENTE 
DE LA EXMA. DIPUTACIÓN 
D. LUIS CID FONTÁN 
COMPONIENDO ESTA CORPORACIÓN 
D. BENIGNO GARCÍA
D. MANUEL DONADO 
D. IÑIGO BARA
MOZAR-20-7-1987

Panera de adobe y el tapial de Mozar de Valverde que destruida hace poco tiempo, se hallaba en el centro de la amplia calle de la Iglesia.

Al deambular por sus calles se aprecia que la mayor parte de sus casas han sido rehechas de nueva planta. Ello demuestra a la vez la precariedad de los edificios heredados y la pujante prosperidad que ha permitido su sustitución. En una de esas obras, en el lugar denominado El Castillo, al hacer los cimientos de una vivienda, se descubrió una cueva. Contaban de ella que comunicaba con Manganeses de la Polvorosa o con el propio Benavente, aunque quizá solo fue parte de una bodega. Lo cierto es que por el nombre del pago se puede sospechar que sobre él pudo alzarse alguna pequeña fortaleza.

Junto al río Tera, en la zona situada al otro lado del puente, se encuentran las modernas instalaciones hosteleras, entre ellas un campin, actualmente cerrado. En la margen más cercana al pueblo se puso en marcha en verano del año 2012 una playa fluvial mediante la ejecución de unas obras de adecuación por parte de la Diputación de Zamora con presa y escalera de desove.
Mózar de Valverde es en la actualidad el espacio que mayor cantidad de bañistas y turistas concentra en la zona del Tera.
Acerca a 5.000 personas las que cada domingo de verano se acercan a la zona conocida como Puente Mózar. Dos pozas muy próximas, separadas por la carretera, disponen de todo lo que el bañista exige, arena en las orillas y accesos al río, zona verde con bancos y barbacoas, dos establecimientos hosteleros en las proximidades, un cámping privado. Todo ello hace que la aglomeración de gente sea en algunos momentos increíble,

El "Molino de Noé" de Mózar se encuentra en la ribera del río Tera. Es uno de los pocos molinos harineros que se han mantenido en servicio hasta tiempos recientes en la comarca. El ingenio hidráulico contaba originalmente con cuatro ruedas y pertenecía a mediados del siglo XVIII a la capellanía de San Antonio de Pádua, sita en la iglesia del lugar de Villanázar, de que era capellán don Ángel Fernández, presbítero vecino de la aldea. Su utilidad se establecía entonces anualmente en treinta y cinco cargas de pan. A esta época debe corresponder un bajo relieve con tres cruces sobre peanas existente en la jamba derecha de su puerta de acceso. El edificio que ha llegado hasta nuestros días alberga cinco piedras, cuatro de grano y una de linaza, y está dotado de cinco canales hoy sellados. Durante el siglo XIX debió pasar por diferentes propietarios particulares. A principios del siglo XX estaba en manos del conocido industrial benaventano Felipe González, y después de su hija Soledad González "Solita". Su último molinero, Noé Pérez Casado, compró el ingenio en 1946 a tres particulares y hasta su fallecimiento mantuvo en funcionamiento una sola piedra movida por un generador eléctrico.

Junto a la playa fluvial de Mózar de Valverde, en una casa abandonada, se encuentra un mural de una lagartija pintada por el grafitero Parsec.

Es preciso mencionar las bodegas repartidas por los diferentes lugares del pueblo,  estas construcciones fueron realizadas hace ya muchos años, algunas son centenarias y tenían como finalidad principal elaborar, almacenar y conservar el vino, aunque también otros alimentos.

## Bienestar social

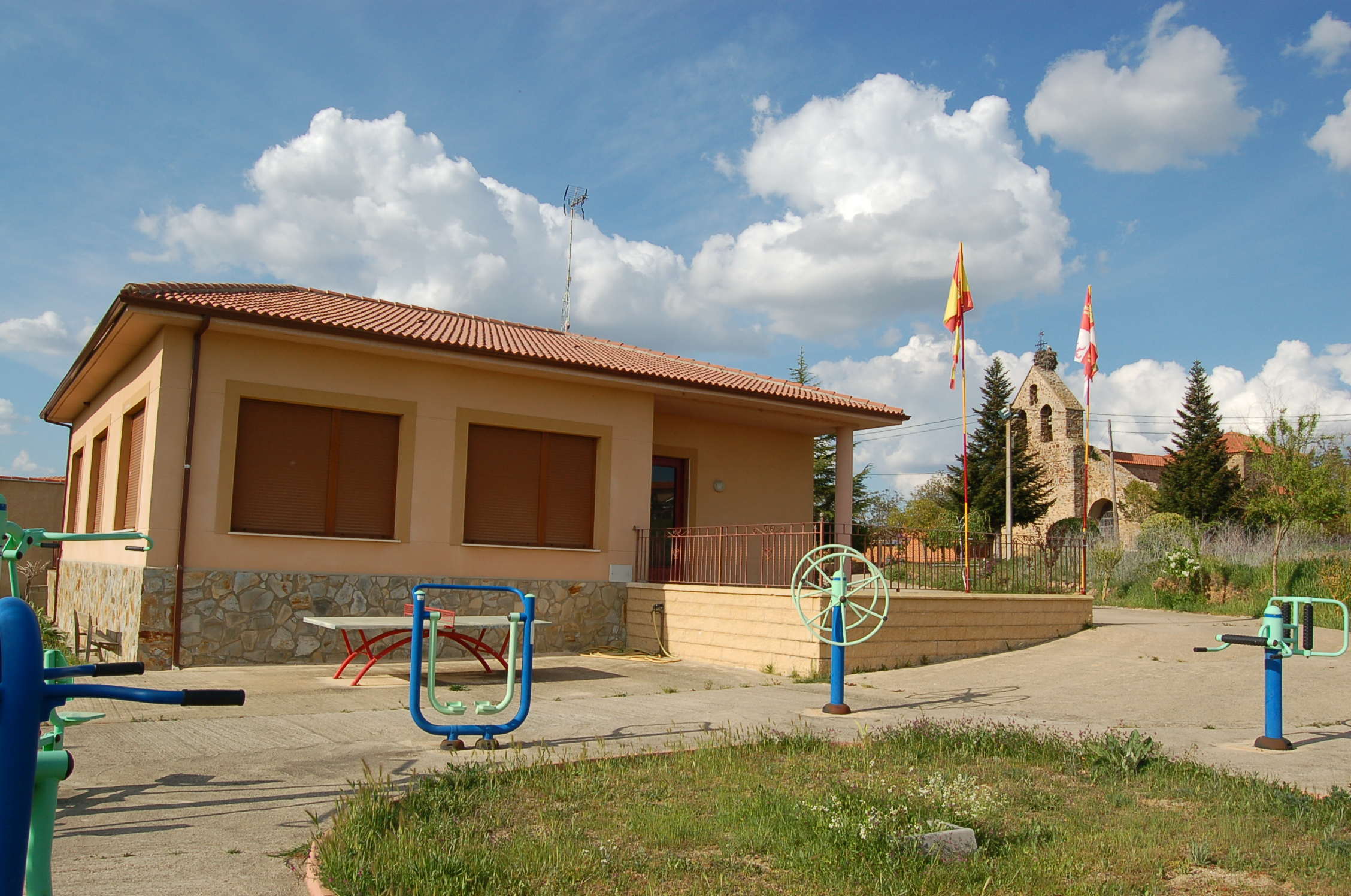
Local social.

Tres bares y un quiosco de dulces, farmacia, peso para camiones, cementerio, tanatorio (empleado además como centro de reuniones), parque para la chiquillería, pista para jugar a la calva y otros dos recintos para fútbol y baloncesto  aparcamiento, depósito para el agua además de otro más pequeño, parada de autobuses, gasolinera y La Playa, una playa fluvial y excelente zona de baño que se ve invadida de turistas de la zona en verano.
Además del considerable crecimiento de zonas verdes y jardines en la localidad. La localidad cuenta además con servicio de panadería y frutería a domicilio.

## Ocio
Mózar cuenta con diversas áreas de ocio, principalmente orientadas al turismo estival. 

### Paseos por el teso

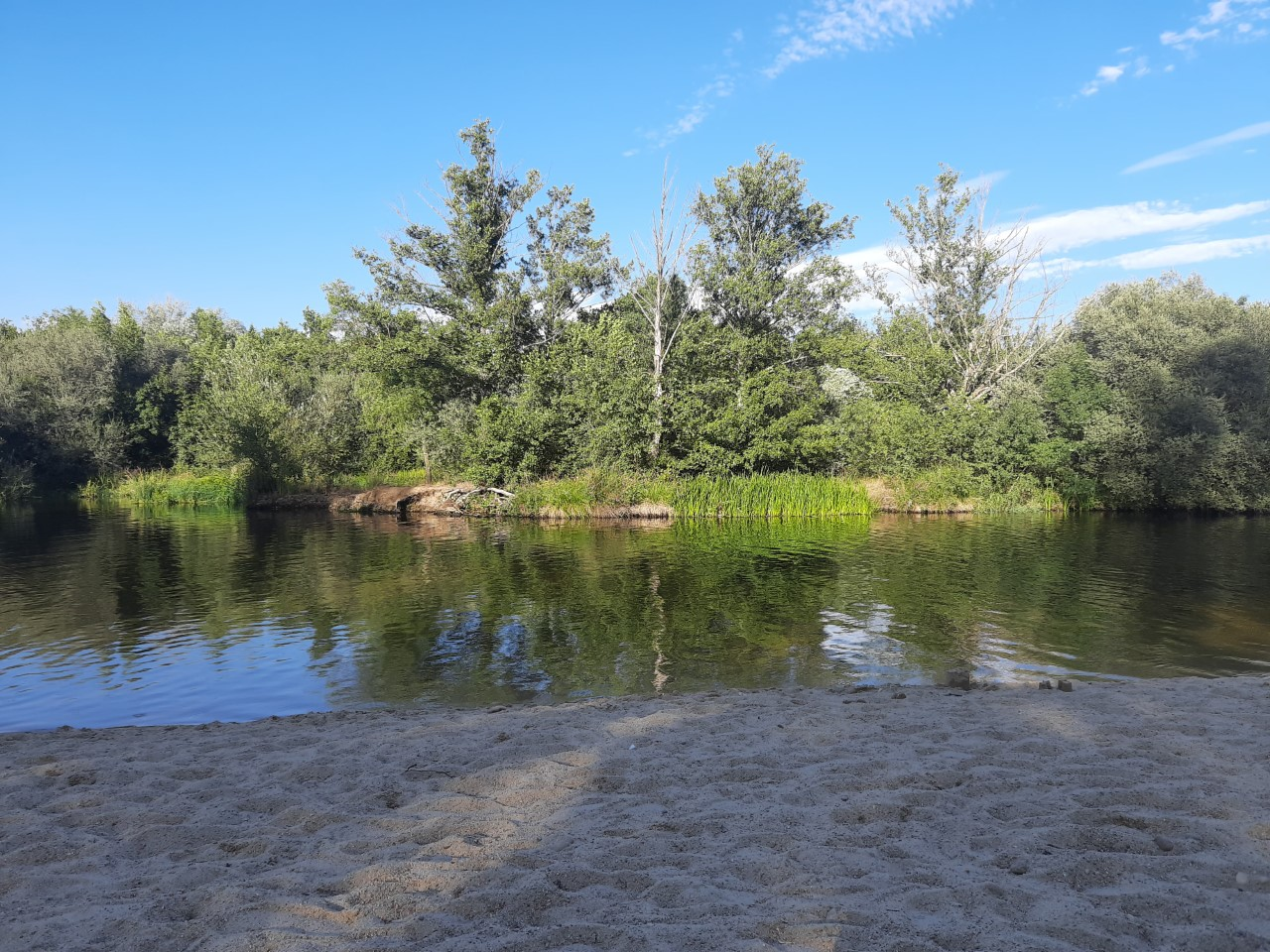
Playa fluvial del río Tera en Mózar

## Vegetación
- Destaca el encinar, con especímenes que pueden llegar a ser centenarios en el cerro de La Magdalena y otras frondosas (brezo, retama, jaral y tomillar).
- Vegetación ripícola (álamo, chopo, fresnos...) además de los frecuentes ciruelos, cultivado en huertos, vegas y regadíos.
- Forma parte de su vegetación y de su economía agrícola todo tipo de cultivos de regadío (remolacha, maíz, ...)

## Fauna
- Abundan animales de caza menor, tales como la liebre, el conejo, la perdiz, la codorniz y la paloma tórtola.
- También se pueden ver en alguna ocasión animales más grandes como el jabalí, el corzo o el ciervo.
- Cabe destacar que el río Tera es además un importante coto intensivo de truchap0p en el citado.

## Economía local
La economía local está basada en la agricultura y en la ganadería. En la agricultura abunda el regadío (remolacha, maíz, ...) sobre el cultivo de secano (cebada, trigo, ...). En cuanto a la ganadería existen pequeñas explotaciones ovinas, porcinas y de aves de corral sobre todo dentro de la localidad.

## Demografía
| 146           | 155 | 129 | 124 | 115 |
| (Fuente: INE) |     |     |     |     |

La población de Mózar ascendía a mediados del siglo XVIII a 22 vecinos, incluido el párroco, cifra que aumentó a 23 vecinos y 93 almas un siglo después, según se recoge en el Diccionario de Madoz. En la actualidad el vecindario está en torno a los 147 habitantes.

## Economía
La abundancia agrícola y ganadera, piscícola y cinegética de la mancomunidad se hace patente en la mesa. Variedad y sabor caracterizan una gastronomía en la que destaca la elaboración tradicional de las piezas de caza; los "Pichones a la rápida" o las perdices, palomas, codornices y liebres, cocinadas según las recetas transmitidas de generación en generación, son algunos de los platos que deben probarse, sin olvidar las truchas de la región, pescadas en el Órbigo o el Tera, dos de los ríos trucheros con mayor fama en las provincias de Zamora y León. Los pimientos de la zona y el queso de oveja servirán de acompañamiento perfecto. De postre, la tarta del Císter, elaborada con almendras, y la tarta Capuchina, completan la repostería artesana típica de la zona.
Bajo la mención "Vino de la Tierra", los Valles de Benavente dan un vino "de aguja", rosado, afrutado y suave, elaborado con diversas variedades de uva, destacando la Tempranillo, la Mencía y, en especial, la Prieto Picudo. La región vinícola más extensa de la provincia también ofrece tintos suaves y vinos blancos de Malvasía y Verdejo
Pertenece a la indicación geográfica, con derecho a la mención vino de calidad, de Valles de Benavente.
Villanázar (incluidos sus anejos de Mózar y Vecilla de Trasmonte)

## Leyendas populares

### El origen de que la Magdalena
Que sea Patrona de la localidad se debe a un hecho que se remonta más de 100 años atrás.
Fue santa Bárbara la talla que se construyó para Mózar y la Magdalena sería para la localidad de Milles de la Polvorosa la cual se accedía a esta cercana localidad por un camino que surca el teso de la magdalena llamado así por el siguiente hecho.
A subir la talla de la patrona a un carro tirado por una pareja de bueyes, inspirados por ella tiraron camino a Mózar tozudamente sin torcerse aún mandado que pararan.
Este "milagro" se debe a que la admiradora de Jesús quiso ir a Mozart a ser venerada.
Así que cuando está fuera procesionará (en vez de ser sacada el día de la patrona se sacaba el primer lunes de Pentecostés porque julio se dedicaba a las labores del campo) Santa Bárbara "zurraria" a la Magdalena con la cancelación del recorrido con tormenta de lluvia por ser está la patrona de los rayos.

### La esquila
Santa Bárbara sería la patrona legítima debido a una esquila que posee la iglesia en la punta de la espadaña, puesto que era singular por estas localidades y se utilizaba para tocar los días de fuertes tormentas porque se creía que tocando las durante toda la noche asustaría a la tormenta con la invocación de la santa. 
Pues en una ocasión la tormenta "saltó el sierro" es decir estaba ya muy cercana y se toco la esquina con miras a salvar la cosecha, al final cayó algo de piedra pero se salvaron los campos, lamentablemente las localidades cercanas no corrieron la misma suerte. Una explicación a este hecho es el microclima que posee la localidad.

### Agujero Mozar- Maganeses
En la calle del castillo de dice que en las llamadas guerras del palomar se construyó un túnel que comunica con Manganeses de la Lampreana, Manganeses de Valverde o Navianos de Valverde. También se cree que puede ser una vieja bodega.

### Don Inocencio, el exorcista milagroso
Uno de los párrocos más ilustres fue Don Inocencio que mandó se organizará una procesión para ahogar en el río a unas chicharras que estaban acabando con los cultivos y desexortizó a unos niños que estaban "rabiosos", ( les picaba el cuerpo y les salía espuma por la boca).

## Tradiciones
Tortillero y Tortillín Tortillín se celebra el Domingo de Ramos y Tortillero el domingo anterior a este. La tradición consiste en celebrar los dos días con amigos y familiares en bodegas comiendo una tortilla siempre acompañada de una buena parrillada y un buen vino.

El 5 de febrero se celebra la fiesta de las mujeres, o día de las Águedas. Actualmente suele ser una fiesta en la que algunos grupos de mujeres de los tres municipios se juntan para hacer una fiesta femenina, cada año escogiendo un municipio y eligiendo a la Águeda. Todo acompañado de bailes folclóricos y comida.
Se llamaba quintos a los jóvenes que al cumplir la mayoría de edad se iban a hacer el servicio militar. Son los encargados de llevar el ramo y de la organización de fiestas.

## Fiestas

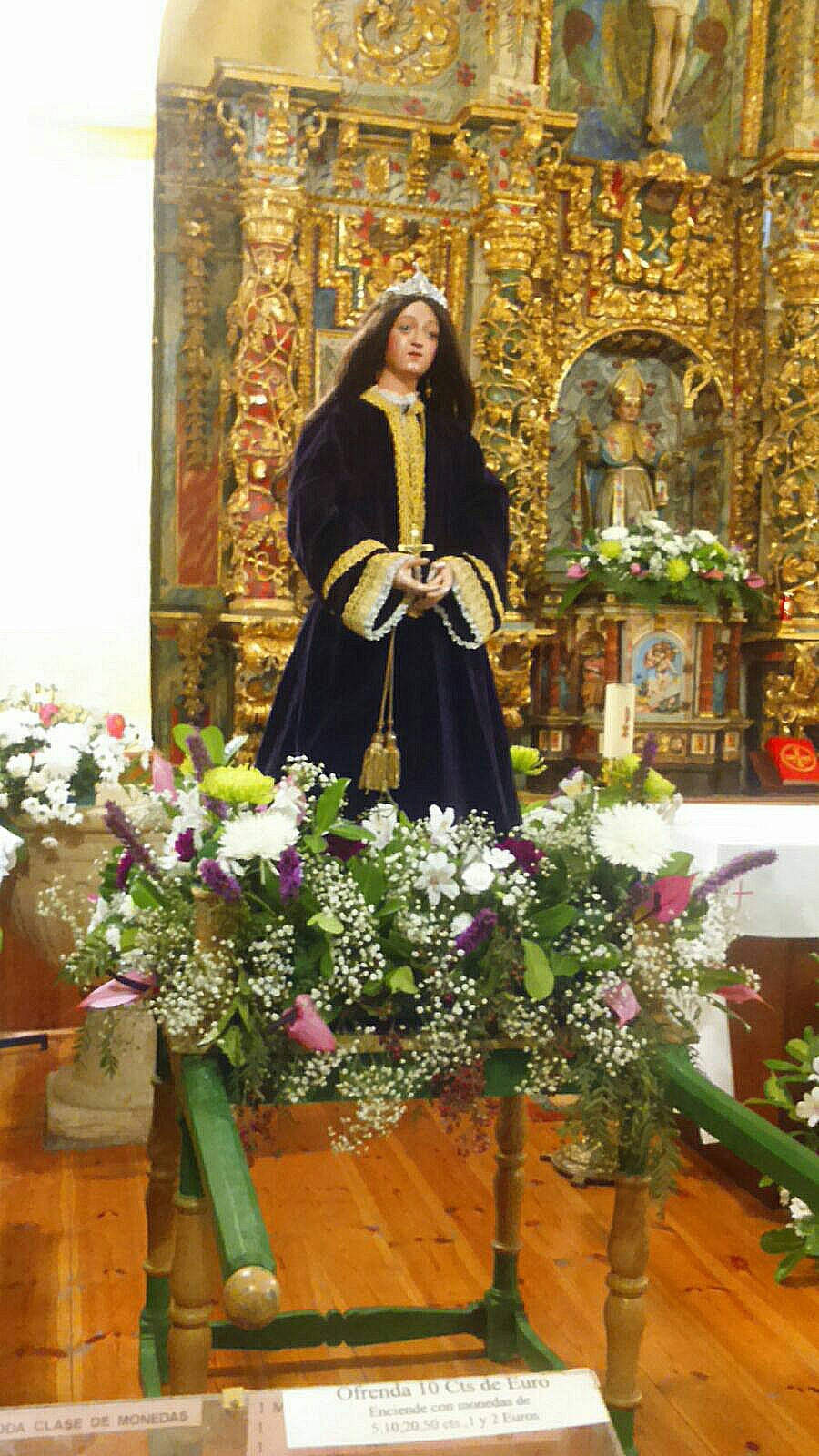
Imagen de "la Madalena" venerada en la Iglesia de Mózar.

San Julián, el 28 de enero patrón del pueblo, y Santa María Magdalena que como todos los años procesiona por las calles del pueblo, el 22 de julio, Se viene realizando la tradición del Ramo, en el cual van las famosas Roscas que son vendecidas en la procesión y subastadas posteriormente después de devolver la talla a su santuario en una multitudinaria procesión.
A los actos religiosos y a la subasta de las roscas sigue el tradicional vermut y por la tarde hubo juegos infantiles y carretones para los niños.Hay también una fiesta de la espuma y baile.El día siguiente es el Día de la Juventud, a decir del alcalde, hay una comida popular a base de paella y Por la tarde se repetirán las actuaciones de coros y danzas, se jugará a la calva y la charanga amenizará el baile antes de que la verbena para los más jóvenes comience con una discoteca móvil.
Cabe destacar la fiesta de las aguedas el 5 de febrero, que en Zamora que es toda una tradición las águedas toman la ciudad y los pueblos para hacerse con el control en la provincia, los ayuntamientos les ceden los bastones de mando como señal de autoridad, se celebran alrededor de 7 días de fiesta donde se baila, se come, se vive la fiesta y honra a Santa Águeda. (Cada año se elige la Águeda Mayor).
DISCURSO DE LA ÁGUEDA MAYOR
```
Ya que he recibido el mando,
como Águeda Mayor
lo primero que yo ordeno
que haya gran celebración
para todas las mujeres
y que trabaje el varón.
```

```
Ando yo muy preocupada
por las que puedan armar
estos hombres ocupados
en tareas del hogar
pues no están acostumbrados
a utilizar la chapeta,
y a la hora de pensar
utilizan la bragueta.
```

```
Cómo me divierte verlos
poniéndose el delantal,
planchando los pantalones
con arte tan peculiar
que a la hora de ponerlos
tiene mil rayas o más.
```

```
Y con esto me despido.
mujeres ! A DISFRUTAR!
que hoy trabajen los hombres
y si nos quieren conquistar,
deben pensar que el amor
es compartir y ayudar
y así estará nuestra vida
llena de felicidad.
(Gersan)
```

El 25 de marzo se realiza una procesión y bendición de los campos para que las lluvias abundantes no falten, por ser San Marcos patrón de los agricultores. 
La Inmaculada el 8 de diciembre y Nuestra señora del Rosario 7 de octubre, sacándose esta última por las calles del pueblo en un trono con ruedas mientras se rezan los 5 misterios.